# Medaller dels Jocs Olímpics d'Hivern
El medaller dels Jocs Olímpics d'Hivern presenta totes les medalles lliurades als esportistes guanyadors de les proves disputades en aquest esdeveniment en totes les edicions dels Jocs Olímpics d'hivern.
Les medalles apareixen agrupades pels Comitès Olímpics Nacionals participants i s'ordenen de forma decreixent contant les medalles d'or obtingudes; en cas d'haver empat, s'ordena d'igual forma contant les medalles de plata i, en cas de mantenir-se la igualtat, es conten les medalles de bronze. Si dos equips tenen la mateixa quantitat de medalles d'or, plata i bronze, es llisten en la mateixa posició i s'ordenen alfabèticament.

## Medaller
En cursiva, comitès desapareguts
| Jocs Olímpics d'estiu | Jocs Olímpics d'estiu   | Jocs Olímpics d'estiu | Jocs Olímpics d'estiu | Jocs Olímpics d'estiu | Anells Olímpics |
| Posició               | Comitè Olímpic Nacional | Or                    | Plata                 | Bronze                | Total           |
| 1                     | Noruega                 | 107                   | 106                   | 90                    | 303             |
| 2                     | Alemanya                | 78                    | 78                    | 53                    | 209             |
| 3                     | Estats Units            | 87                    | 95                    | 71                    | 253             |
| 4                     | Unió Soviètica          | 78                    | 57                    | 59                    | 194             |
| 5                     | Àustria                 | 55                    | 70                    | 76                    | 201             |
| 6                     | Canadà                  | 52                    | 45                    | 48                    | 145             |
| 7                     | Suècia                  | 48                    | 33                    | 48                    | 129             |
| 8                     | Suïssa                  | 44                    | 37                    | 46                    | 127             |
| 9                     | Finlàndia               | 39                    | 36                    | 35                    | 110             |
| 10                    | RDA                     | 39                    | 35                    | 36                    | 110             |
| 11                    | Itàlia                  | 37                    | 32                    | 37                    | 106             |
| 12                    | Rússia                  | 36                    | 29                    | 26                    | 91              |
| 13                    | Països Baixos           | 29                    | 31                    | 26                    | 86              |
| 14                    | França                  | 27                    | 27                    | 40                    | 94              |
| 15                    | Corea del Sud           | 23                    | 14                    | 8                     | 45              |
| 16                    | RFA                     | 11                    | 15                    | 13                    | 39              |
| 17                    | Japó                    | 9                     | 13                    | 15                    | 37              |
| 18                    | R.P. de la Xina         | 9                     | 18                    | 17                    | 44              |
| 19                    | Regne Unit              | 9                     | 3                     | 10                    | 22              |
| 20                    | Equip Unificat          | 9                     | 6                     | 8                     | 23              |
| 21                    | Txèquia                 | 5                     | 5                     | 6                     | 16              |
| 22                    | Austràlia               | 5                     | 1                     | 3                     | 9               |
| 23                    | Croàcia                 | 4                     | 5                     | 1                     | 10              |
| 24                    | Estònia                 | 4                     | 2                     | 1                     | 7               |
| 25                    | Txecoslovàquia          | 2                     | 8                     | 15                    | 25              |
| 26                    | Polònia                 | 2                     | 6                     | 6                     | 14              |
| 27                    | Liechtenstein           | 2                     | 2                     | 5                     | 9               |
| 28                    | Belarús                 | 1                     | 4                     | 4                     | 9               |
| 29                    | Kazakhstan              | 1                     | 3                     | 2                     | 6               |
| 30                    | Bulgària                | 1                     | 2                     | 3                     | 6               |
| 31                    | Eslovàquia              | 1                     | 2                     | 1                     | 4               |
| 32                    | Bèlgica                 | 1                     | 1                     | 3                     | 5               |
| 32                    | Ucraïna                 | 1                     | 1                     | 3                     | 5               |
| 34                    | Espanya                 | 1                     | 0                     | 1                     | 2               |
| 35                    | Uzbekistan              | 1                     | 0                     | 0                     | 1               |
| 36                    | Iugoslàvia              | 0                     | 3                     | 1                     | 4               |
| 37                    | Eslovènia               | 0                     | 2                     | 5                     | 7               |
| 38                    | Hongria                 | 0                     | 2                     | 4                     | 6               |
| 39                    | Letònia                 | 0                     | 2                     | 1                     | 3               |
| 40                    | Luxemburg               | 0                     | 2                     | 0                     | 2               |
| 41                    | Corea del Nord          | 0                     | 1                     | 1                     | 2               |
| 42                    | Dinamarca               | 0                     | 1                     | 0                     | 1               |
| 42                    | Nova Zelanda            | 0                     | 1                     | 0                     | 1               |
| 44                    | Romania                 | 0                     | 0                     | 1                     | 1               |
| Total                 | Total                   | 860                   | 860                   | 849                   | 2.569           |